# Češki narodni preporod
Češki narodni preporod bio je kulturni pokret koji je obuhvatio Češke zemlje u 18. i 19. stoljeću. Svrha pokreta bilo je oživljenje češkoga jezika, kulture i nacionalnoga identiteta. Najutjecajniji likovi narodnoga preporoda bili su Josef Dobrovský i Josef Jungmann.

## Okolnosti
Nakon Bitke na Bijeloj gori 1620. godine, u Češkim su zemljama Habsburgovci provodili politiku germanizacije. Češki jezik dobrim je dijelom isključen iz državne uprave, književnosti, školstva, Karlovog sveučilišta i općenito među plemstvom i višom klasom. Knjige pisane na češkom bile su spaljivane, a crkvene su vlasti sa sumnjičenjem gledale na uporabu češkog jezika u književnosti, jer je do tada bio odlika husitskoga pokreta. Na taj se način češkim jezikom služilo tek seljaštvo koje je često bilo nepismeno. Ipak, upravo će njihov govor postati uzorom za vođe preporoda.

## Program i djelo preporoditelja
Preporoditelji su se pozivali na povijest češkoga naroda, na djelo što ga je ostavio František Palacký. Među značajnijim temama bila je i povijest ostalih slavenskih naroda, gdje su kao uzori služili František Ladislav Čelakovský, Pavel Josef Šafařík i Jan Kollár Russland. Tražili su osobito sličnosti među Slavenima, pri čemu su osobito naglašavali jezičnu bliskost. Kroz tadašnji tisak, ovaj program što su ga uobličili Josef Dobrovský i Josef Jungmann, osobito je promicao Karel Havlíček Borovský. Dobrovský je 1809. objavio češku gramatiku.
U razdoblju od 1834. do 1839. Josef Jungmann objavio je svoj Češko-njemački rječnik u pet tomova. Bilo je to značajno leksikografsko djelo koje je bitno odredilo daljnji razvoj češkoga jezika. Jungmann je pritom rabio jezik Kraličke Biblije (češki: Bible kralická) iz 1579. – 1613. kao i jezik svojih suvremenika. Riječi kojih nije bilo u češkom jeziku posuđivao je iz ostalih slavenskih jezika ili je stvarao neologizme. Potakao je i stvaranje češkog znanstvenog nazivlja, što je omogućilo razvoj znanstvenog istraživanja.
Obnovom jezika, procvala je i češka kultura. Pojavile su se prve izdavačke kuće koje su objavljivale djela na češkom jeziku, utemeljene su češke kulturne ustanove koje su se bavile češkom poviješću i kulturom. Narodno kazalište u Pragu otvoreno je 1883., a 1890. dovršena je nova palača Narodnoga muzeja.

## Tijek preporoda
Obično se drži da je preporod započeo oko 1780., kada su se pojavile težnje da se češki jezik ponovno uvede u službenu uporabu. Ovo prvo razdoblje, koje je trajalo do početka 19. stoljeća naziva se „naraštaj Josefa Dobrovskoga”. U to se razdoblje smještaju počeci češkoga kazališta, moderne književnosti i novinarstva.
Drugo razdoblje trajalo je do dvadestih godina 19. stoljeća, a naziva se „Ofanzivno razdoblje”. Bilo je to vrijeme domoljubne promidžbe Jungmannovih suvremenika. Uz Josefa Jungmanna djelovali su i František Palacký, Pavel Josef Šafařík i drugi. 1818. otvoren je Narodni muzej, kao ustanova koja je imala promicati češku povijest i kulturu.
Konačno, treće razdoblje nastupilo je tridesetih godina i trajalo sve do pedesetih godina 19. stoljeća, a naziva se „Pobjedničkim razdobljem”, jer su se preporodna nastojanja razvila u svenarodni pokret. 1831. osnovana je Matica češka.

## Ishod preporoda
Pobjeda Češkog narodnog preporoda očitovala se i u uvođenju češkoga jezika u službenu uporabu, ali i širenje njegove svakodnevne uporabe čak i među plemstvom.